# Phoradendron larense
Phoradendron larense är en sandelträdsväxtart som beskrevs av Kuijt. Phoradendron larense ingår i släktet Phoradendron och familjen sandelträdsväxter. Inga underarter finns listade i Catalogue of Life.